# Inírida
Inírida (abans anomenat Port Inírida) és una ciutat i municipi de Colòmbia, capital del departament del Guainía i la seva ciutat més poblada amb 10.793 habitants (2005). Limita pel nord amb el departament del Vichada, per l'orient amb l'estat veneçolà d'Amazones i Cacahual, pel sud amb el corregiment departamental de Puerto Colòmbia i l'occident amb els corregimients departamentals de Barranco Minas i Morichal Nuevo.

## Història
Inírida va ser creada el 1963. Es va fundar en el marc del caseriu d'Obando, en la jurisdicció del municipi de San Felipe. Té consideració de municipi des de 1974. La ciutat de Inírida es localitza al nord-est del departament molt a prop amb les fronteres del Departament del Vichada i amb Venezuela.
 Sobre els seus terrenys, s'aixeca imponent la flor de Inírida, de particular bellesa, la qual només es troba als voltants humits i pantanosos de la població; la flor de Inírida creix de manera silvestre, i com cap altra espècie, sobreviu per més d'un any sense cuidats especials ni riscos, canviant al llarg del temps les seves tonalitats.